# Terreiro do Paço (stație de metrou din Lisabona)
Terreiro do Paço este o stație de pe Linia albastră a metroului din Lisabona. 

## Istoric
Terreiro do Paço a fost deschisă pe 19 decembrie 2007, în același timp cu stația Santa Apolónia, și este situată sub Praça do Comércio (în română Piața Comerțului). Stația poartă numele acestei piețe, denumită anterior „Terreiro do Paço” (în română Curtea Palatului).
Proiectul arhitectonic al stației a fost conceput de Artur Rosa, iar stația a câștigat ex-aequo, în 2007, Premiul Valmor și Municipal pentru Arhitectură oferit de Primăria Lisabona. Terreiro do Paço este decorată la interior de către artistul plastic João Rodrigues Vieira.
Precum toate stațiile noi ale metroului din Lisabona, Terreiro do Paço este echipată pentru a deservi și persoanele cu dizabilități locomotoare, dispunând de lifturi și scări rulante pentru ușurarea accesului la peroane.

## Legături

### Autobuze orășenești

#### Carris
- 15E Praça da Figueira ⇄ Algés
- 25E Campo de Ourique ⇄ Praça da Figueira
- 206 Cais do Sodré ⇄ Bairro Padre Cruz (dimineața)
- 207 Cais do Sodré ⇄ Fetais (dimineața)
- 208 Cais do Sodré ⇄ Estação Oriente (Interface) (dimineața)
- 210 Cais do Sodré ⇄ Prior Velho (dimineața)
- 711 Terreiro do Paço ⇄ Alto da Damaia
- 714 Praça da Figueira ⇄ Outurela
- 728 Restelo - Av. das Descobertas ⇄ Portela - Av. dos Descobrimentos
- 732 Marquês de Pombal ⇄ Caselas
- 735 Cais do Sodré ⇄ Hospital de Santa Maria
- 736 Cais do Sodré ⇄ Odivelas (Bairro Dr. Lima Pimentel)
- 760 Gomes Freire ⇄ Cemitério da Ajuda
- 774 Campo de Ourique (Prazeres) ⇄ Gomes Freire
- 781 Cais do Sodré ⇄ Prior Velho
- 782 Cais do Sodré ⇄ Praça José Queirós[4]

### Feribot

#### Soflusa
- Terreiro do Paço ⇄ Barreiro[5]